# Campeonato Argentino de Futebol de 1925 (AAmF)
O Campeonato Argentino de Futebol de 1925 da Asociación Amateurs de Football foi o quadragésimo quarto torneio da Primeira Divisão do futebol argentino e o sétimo organizado por essa entidade dissidente. O certame foi disputado em um único turno de todos contra todos, entre 5 de abril e 20 de setembro de 1925. O Racing Club conquistou o seu nono título de campeão argentino.

## Classificação final
| Pos | Equipes                     | Pts | J  | V  | E  | D  | GM | GS | SG  |
| --- | --------------------------- | --- | -- | -- | -- | -- | -- | -- | --- |
| 1.  | Racing Club                 | 39  | 24 | 15 | 9  | 0  | 40 | 10 | +30 |
| 2.  | San Lorenzo                 | 36  | 24 | 14 | 8  | 2  | 41 | 20 | +21 |
| 3.  | Sportivo Almagro            | 32  | 24 | 14 | 4  | 6  | 37 | 17 | +20 |
| 3.  | Platense                    | 32  | 24 | 13 | 6  | 5  | 34 | 21 | +13 |
| 5.  | Estudiantes de La Plata     | 30  | 24 | 12 | 6  | 6  | 45 | 31 | +14 |
| 6.  | Independiente               | 29  | 24 | 11 | 7  | 6  | 29 | 17 | +12 |
| 7.  | Sportivo Palermo            | 28  | 24 | 10 | 8  | 6  | 32 | 21 | +11 |
| 8.  | Sportivo Buenos Aires       | 27  | 24 | 11 | 5  | 8  | 39 | 30 | +9  |
| 8.  | Defensores de Belgrano      | 27  | 24 | 9  | 9  | 6  | 21 | 19 | +2  |
| 8.  | Lanús                       | 27  | 24 | 9  | 9  | 6  | 21 | 19 | +2  |
| 11. | Liberal Argentino           | 26  | 24 | 9  | 8  | 7  | 19 | 21 | -2  |
| 12. | Gimnasia y Esgrima La Plata | 23  | 24 | 9  | 5  | 10 | 19 | 24 | -5  |
| 13. | Quilmes                     | 22  | 24 | 7  | 8  | 9  | 28 | 32 | -4  |
| 13. | Excursionistas              | 22  | 24 | 7  | 8  | 9  | 17 | 25 | -8  |
| 15. | Banfield                    | 21  | 24 | 7  | 7  | 10 | 20 | 29 | -9  |
| 15. | Tigre                       | 21  | 24 | 8  | 5  | 11 | 26 | 39 | -13 |
| 17. | River Plate                 | 20  | 24 | 7  | 6  | 11 | 21 | 24 | -3  |
| 17. | Atlanta                     | 20  | 24 | 6  | 8  | 10 | 19 | 23 | -4  |
| 17. | Argentino del Sud           | 20  | 24 | 7  | 6  | 11 | 20 | 25 | -5  |
| 17. | Vélez Sarsfield             | 20  | 24 | 4  | 12 | 8  | 18 | 29 | -11 |
| 21. | Ferro Carril Oeste          | 19  | 24 | 7  | 5  | 12 | 27 | 37 | -10 |
| 22. | Barracas Central            | 18  | 24 | 6  | 6  | 12 | 22 | 36 | -14 |
| 23. | San Isidro                  | 16  | 24 | 5  | 6  | 13 | 24 | 30 | -6  |
| 24. | Estudiantil Porteño         | 14  | 24 | 5  | 4  | 15 | 19 | 33 | -14 |
| 25. | Estudiantes Buenos Aires    | 11  | 24 | 3  | 5  | 16 | 12 | 38 | -26 |

## Premiação
| Campeonato Argentino de Futebol de 1925 (AAmF) |
| ---------------------------------------------- |
| Racing Club Campeão (9° título)                |

## Goleador
| Jogador   | Jogador         | Gols | Equipe           |
| --------- | --------------- | ---- | ---------------- |
| Argentina | Alberto Bellomo | 16   | Estudiantes (LP) |

## Bibliografía
- Estévez, Diego (2010). 38 Campeones del fútbol argentino 1891-2010. [S.l.]: Ediciones Continente. ISBN 978-950-754-301-2